# Carex angustifructus
Espèce
Classification phylogénétique
Carex angustifructus est une espèce de plantes du genre Carex et de la famille des Cyperaceae.